# الدوري البلجيكي الممتاز 1902–03
الدوري البلجيكي الممتاز 1902–03 (بالفرنسية: Championnat de Belgique de football 1902-1903)‏ هو الموسم 8 من Belgian football league system ‏. أقيم بتاريخ 5 أكتوبر 1902، وأشرف على تنظيمه الاتحاد الملكي البلجيكي لكرة القدم، وكان عدد الأندية المشاركة فيه 10، وفاز فيه Royal Racing Club de Bruxelles ‏.